# Ur (Stadt)
Koordinaten: 30° 57′ 44″ N, 46° 6′ 16″ O
Ur, der heutige تل المقير / Tall al-Muqayyar, ist eine der ältesten sumerischen Stadtgründungen und altes Zentrum in Mesopotamien (Zweistromland, im heutigen Irak). Eine Zikkurat des Mondgottes Nanna gehört zu ihren wichtigsten Bauwerken.
Die Anfänge der Stadt reichen bis ca. 4000 v. Chr. zurück. Sie ist heute eine bedeutende archäologische Ausgrabungsstätte. Die Stadt liegt in der Nähe der heutigen Stadt Nasiriya.
Nach der Überlieferung des Alten Testaments der Bibel stammt der Patriarch Abraham aus Ur (Gen 11,28.31 ).
Die archäologischen Stätten von Ur zählen, zusammen mit denen von Uruk und Eridu und Marschlandgebieten im Südirak, zum UNESCO-Welterbe.

## Die Stadt
Durch diverse Ausgrabungen ist es möglich, ein recht gutes Bild vom Aussehen der Stadt zu gewinnen, die einst am Meer lag und ein wichtiger Hafen war. Im Norden der Stadt befindet sich der Bezirk des Mondgottes Nanna, der der Hauptgott der Stadt war. Hier steht die Zikkurat, die von Ur-Nammu um 2200 v. Chr. erbaut worden ist.

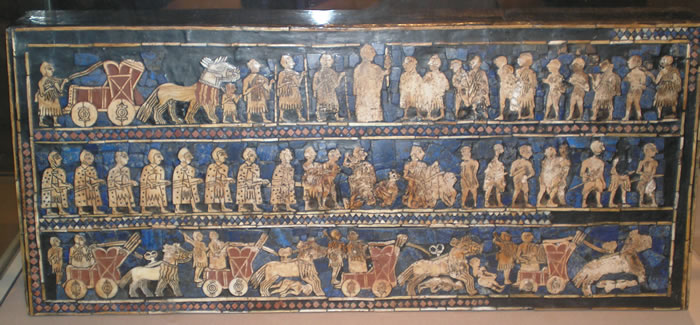
Die sog. Standarte von Ur fand sich in einem der Königsgräber dieser Stadt.

Um die Zikkurat herum befinden sich einige weitere bedeutende Bauwerke. Der Echursanga genannte Palast datiert in die 3. Dynastie von Ur und ist der Königspalast von Ur-Nammu und Šulgi. Das Egipar ist ein weiteres Heiligtum. Es war der Ningal geweiht und datiert auch in die 3. Dynastie von Ur.
Etwa 200 m südlich der Zikkurat konnten die ältesten größeren Strukturen von Ur ausgegraben werden. Es handelt sich um die Königsgräber von Ur, die um 2600–2500 v. Chr. datieren und Teil eines ca. 2000 Gräber umfassenden Friedhofes waren. Einige der königlichen Grabanlagen fanden sich unberaubt (siehe: Puabi) und enthielten reiche Beigaben. Ganz in der Nähe dieses Friedhofes fand man auch die monumentalen Grabanlagen der Könige der 3. Dynastie von Ur. Im Süden der Stadt konnte ein großer Teil der Wohnstadt aus dieser Zeit ergraben werden. Die Häuser waren meist eher klein und hatten einen Innenhof. Es gibt mehrere Gassen, wobei es kaum Anzeichen einer Stadtplanung gibt. Nach der 3. Dynastie von Ur verlor die Stadt stark an Bedeutung.
In der Kassitenzeit (im 14. vorchristlichen Jahrhundert) wurde das Nannaheiligtum renoviert. In der Zeit der Assyrerherrschaft fanden weitere Renovierungsarbeiten statt. Eine letzte kleine Blüte erlebte die Stadt in neubabylonischer Zeit. Der Nanna-Bezirk wurde stark erweitert und erhielt eine mächtige Mauer. Im Norden der Stadt wurde ein großer Palast für Belschaltinanna, eine Tochter von König Nabonid, errichtet.

## Ausgrabungen

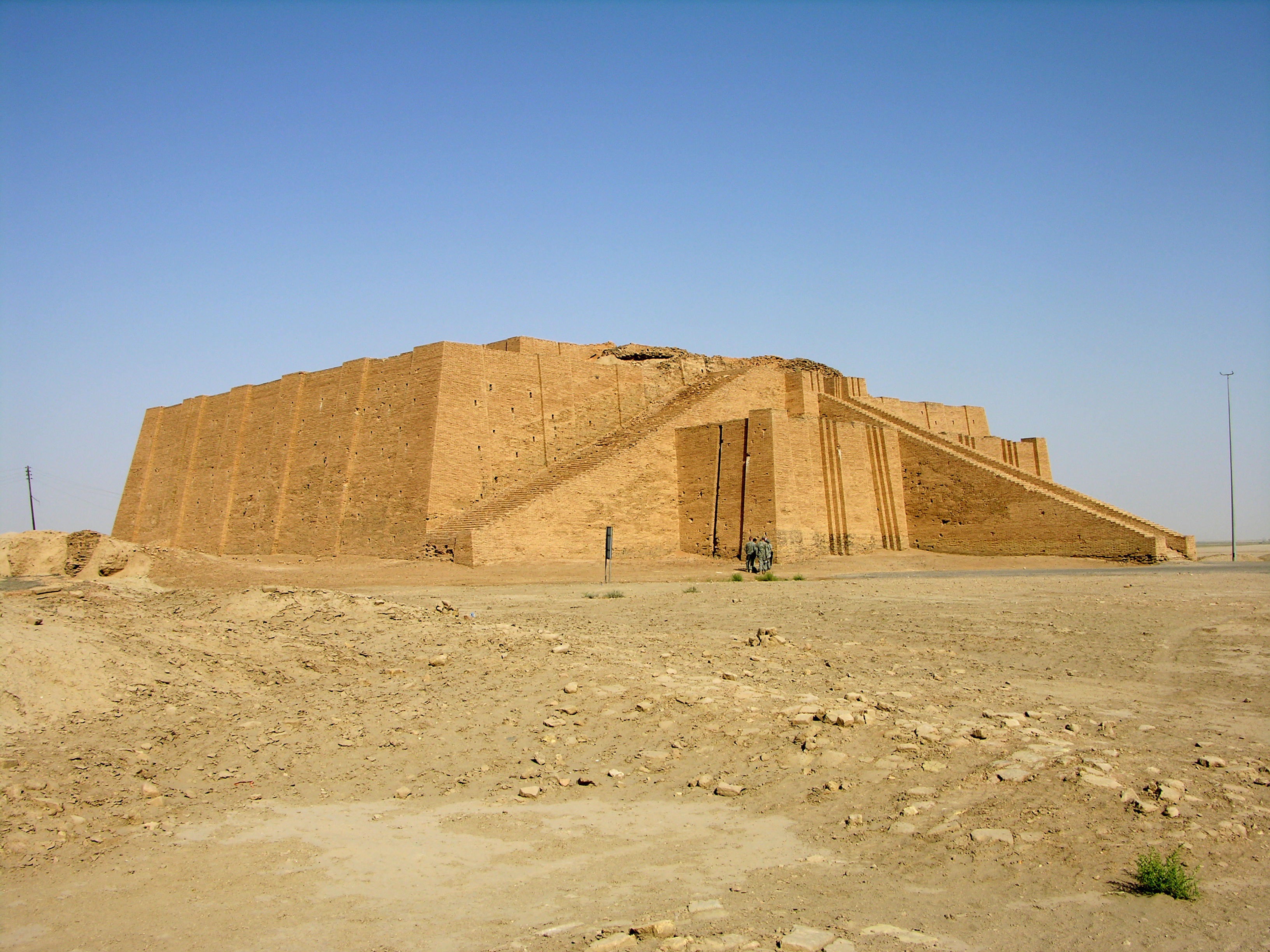
Zikkurat von Ur, bekannt als Tell al-Muqayyar

Noch Mitte des 19. Jahrhunderts stand an der Stelle der früheren Stadt Ur eine gut erhaltene Zikkurat, die als Tell al-Muqayyar bekannt war – der „Stufenhügel“. Dieser Turm war eine Kultstätte für den Mondgott Nanna. Er war kleiner als die babylonische Zikkurat. Die Grundfläche war 55 mal 40 Meter.
1854 kam eine britische Karawane unter Führung des Konsuls in Basra nach Ur, um nach Schätzen für das Britische Museum in London zu suchen. John George Taylor ließ den Stufenturm von oben her abtragen und fand schließlich einige Tonzylinder mit Inschriften, die jedoch in jener Zeit angesichts bedeutender Funde in Nordmesopotamien (etwa in Ninive) verblassten. So gaben die Briten ihre Anstrengungen zunächst auf. Danach nutzten örtliche Araber die Ziegel der Zikkurat als Baumaterial.
Unter den Offizieren der britischen Truppen, die im Ersten Weltkrieg Richtung Bagdad marschierten, war Reginald Campbell Thompson, in Friedenszeiten Assistent im Britischen Museum. Auf seinen dringenden Bericht nach London angesichts des verfallenen Bauwerks und der vermuteten Siedlungsruinen wurden die inzwischen in Vergessenheit geratenen Tonzylinder genau untersucht.
Nun erst stellte sich heraus, dass es sich hier um das biblische Ur handeln musste und dass der babylonische Herrscher Nabonid die Zikkurat im 6. Jahrhundert v. Chr. renoviert hatte. Viele weitere Keilschrifttexte bestätigten, dass Ur eine der wichtigsten Städte der Sumerer war. Unter den dort gefundenen Tontafeln waren einige, die für den Unterricht in Keilschrift verwendet wurden. Anderen ist zu entnehmen, dass die Schüler Multiplikations- und Divisionstabellen hatten und mit Quadrat- und Kubikwurzeln rechneten. Bei vielen der Tafeln handelt es sich um Geschäftsurkunden.
1922 kam eine Expedition des Archäologen Leonard Woolley nach Ur und begann mit systematischen Ausgrabungen auf dem Tell. Woolley grub hier zwölf Winterhalbjahre (1922–1934). Er grub auch den so genannten Königsfriedhof von Ur aus. Unberührt fand er aber nur noch die Grabkammer der Königin Puabi, die mit 23 reich geschmückten Dienerinnen bestattet worden war. Die Königin hatte reiche Grabbeigaben aus Gold, Lapislazuli, Achat und Karneol. König Meskalamdug trug einen papierdünnen Goldhelm und einen goldenen Dolch mit einem Knauf aus einem Lapislazuli. Das bekannteste Fundstück der Grabungen ist ein Stierkopf aus getriebenem Gold, verziert mit blauem Lapislazuli. Er saß als Verzierung auf einer Harfe.

## Archäologie

### Ubaid-Zeit
Die ältesten Siedlungsreste in Ur stammen aus der späten Ubaid-Zeit. C. L. Woolley grenzt die Abfolge der Besiedlungen für diese Periode hauptsächlich anhand von Schichten in der Sondage, die als Pit F bezeichnet wird, ab. Aus der von ihm definierten „Ubaid I“-Phase stammen die Überreste eines Dorfes, das aus Schilfhütten bestand. Zu den Kleinfunden zählen bemalte Keramik und Steinartefakte, darunter Obsidiangeräte, Fragmente von Steingefäßen und Perlen sowie Werkzeuge aus gebranntem Ton. Außerdem kamen dort anthropomorphe Terrakottafigurinen mit charakteristisch reptilienähnlichen Gesichtszügen zutage.
Diese Siedlungsschichten waren durch 3,5 m mächtige Schwemmschichten bedeckt. Woolley hielt sie für einen Beweis der biblischen Sintflut und brachte sie mit dem Gilgameš-Epos in Verbindung.
In den Schwemmschichten wurden zahlreiche Bestattungen freigelegt, die der Ausgräber in zwei Gruppen (nach Woolley „Ubaid II“- und „Ubaid III“-Phasen) unterteilte. Die Toten aus der älteren Periode lagen in unterschiedlicher Ausrichtung auf dem Rücken. Ihre Arme waren seitlich angelegt, Hände über dem Becken gefaltet. Die Skelette der jüngeren Bestattungen lagen in der seitlichen Hockerstellung und waren eingewickelt in Schilfmatten.
Auch in anderen Sondagen fand Woolley Belege für die Besiedlung dieser Periode.

### Uruk-Zeit
Der Übergang der Ubaid-Zeit in die Uruk-Zeit ist in den einzelnen Schichten des Schnittes F südlich der Ziqqurrat, anhand der dortigen Keramikreste gut nachvollziehbar. In der tiefsten Schicht befand sich die typische Ubaid-Keramik. Darüber erstreckte sich eine Schicht in der sowohl Ubaid- als auch Uruk-Gefäße vorkommen. Die darauf folgende Schicht enthielt die auf der Töpferscheibe gedrehte Uruk-Keramik und die für diese Zeit charakteristischen Glockentöpfe.
Zwischen 5,50 m und 9,50 m Tiefe wurden in der Sondage einige runde Brennöfen freigelegt, die auf eine Töpferei hindeuten. Einer von ihnen enthielt mehrere Glockentöpfe in situ. Des Weiteren wurden auch Objekte und Installationen gefunden, die zur Herstellung von Keramik dienten: eine Töpferscheibe und ein rundes Becken für die Aufbereitung von Ton sowie Produktionsabfälle. Neben Glockentöpfen kamen Tüllengefäße und Henkelbecher zum Vorschein.
In der Nähe der Ziqqurrat kamen auch Mosaikstifte ans Licht, mit denen monumentale Kultbauten der Uruk-Zeit dekoriert wurden. Sie beweisen, dass auch in Ur zu dieser Zeit öffentliche Gebäude existierten.

### Übergang von der Uruk-Zeit zum Frühdynastikum
Die Funde, die Woolley in die Gamdat-Nasr-Zeit datierte, die aber nach dem heutigen Kenntnisstand zum Großteil als frühdynastisch gelten, beschränken sich in Ur auf wenige Sondagen (Pits W, X, Y und Z). In ihnen wurde ein Friedhof angeschnitten, die 370 sogenannten Gamdat-Nasr-Gräber. Die Bestatteten befanden sich in seitlicher Hockerlage, oft hielten sie einen Becher in der Hand nahe dem Gesicht. Neben der Keramik wurden auch Steingefäße, einige Kupferschüsseln, Silberohrringe und weitere metallene Alltagsgegenstände gefunden.
Über den Gräberhorizont gehen die acht sogenannten Seal Impression Strata (SIS) hinweg. Diese Strata bestehen aus Geröllschichten, gekennzeichnet von archaischen Tafeln, Tonsiegelungen und Keramik. Sie datieren von der Frühdynastischen Zeit I, die auch die typischen „solid-footed goblets“ enthält, bis hin zur Frühdynastischen Zeit III, welche am besten durch die Funde im Königsfriedhof repräsentiert ist.

### Frühdynastische Zeit

#### Königsfriedhof
Die Königsgräber von Ur entdeckte Woolley 1922 bei dem Versuch, eine von Nebukadnezar II. erbaute Temenosmauer des Tempelkomplexes durch Suchschnitte zu erfassen. Die im Südosten des Temenos gefundenen Gräber wurden inmitten eines 9 m starken Pakets aus Schuttschichten gefunden. Sie gehörten zu einem Friedhof, auf welchem Bestattungen von der Akkad- bis zur Ur-III-Zeit durchgeführt wurden. Unter den fast 2000 sogenannten Privatgräbern befanden sich 16, welche als Königsgräber bezeichnet werden.
Durch die auf dem Friedhof gefundenen Rollsiegel sowie Siegelabrollungen ist ersichtlich, dass die Königsgräber in Verbindung mit der I. Dynastie von Ur stehen, die in der sumerischen Königsliste erwähnt ist. Bis auf das Grab von Prinzessin Puabi (PG 800) bleiben sie gänzlich anonym. Aus diesem Grund und wegen der problematischen stratigraphischen Lage der Gräber zueinander ist es schwierig, eine zeitliche Abfolge für die Gräber zu erstellen. Hans J. Nissen versuchte anhand von Siegelinschriften und stilistischen Vergleichen Klarheit in die Materie zu bringen, während Susan Pollock dafür die Keramikseriation und die gut stratifizierten Befunde heranzog. Die Ergebnisse der beiden Untersuchungen reichen jedoch nicht aus, um eine genaue Chronologie der Grabanlagen zu erarbeiten.
Bei den Königsgräbern handelt es sich um Gefolgschaftsbestattungen, bei denen das verstorbene Mitglied der Herrscherfamilie zusammen mit zahlreichen Dienerinnen und Dienern bestattet wurde. Sie wurden nach einem ähnlichen Grundschema angelegt. Der Haupttote lag in einer Gruft am Boden eines tiefen Schachtes, der über eine Rampe erreichbar war. Manche Grüfte bestanden aus mehreren Grabkammern. Sie wurden aus Sandstein, gebrannten und luftgetrockneten Lehmziegeln gebaut, als Mörtel verwendete man Lehm, Gips und Bitumen. Sowohl in den Kammern als auch auf den Rampen lagen Überreste des königlichen Gefolges, bis zu siebzig Individuen, meistens Frauen. Die Gräber waren reich mit kostbaren Beigaben ausgestattet: Gefäße und Waffen aus Edelmetallen, Fragmente von Möbeln und Musikinstrumenten mit dekorativen Einlagen, Rollsiegel, Schmuck und Alltagsgegenstände. Allerdings war nur eines der Königsgräber, das erwähnte Grab der Prinzessin Puabi, ungeplündert.
Die Fundstücke aus dem Friedhof kann man heute in den Museen in Bagdad, London und Philadelphia bewundern.

#### Frühdynastische Architekturreste
In der nächsten Umgebung des jüngeren Tempelturms legte Woolleys Expedition Reste monumentaler Bauwerke aus der frühdynastischen Zeit frei. Sie wurden drei Schichten zugewiesen. Die älteren, als „Archaic I“ und „Archaic II“ bezeichneten, datieren in das Frühdynastikum I-II, die jüngere in die Zeit der I. Dynastie von Ur. Es handelt sich um Teile einer bis zu 9 m starken Umfassungsmauer eines Hofes, in dem sich zwei größere Raumkomplexe befanden. Sie waren mit großen Öfen ausgestattet. Woolley betrachtete sie als Teile einer Tempelanlage und sprach von „Tempelküchen“.

### III. Dynastie von Ur
Gegen Ende des 3. Jahrtausend v. Chr. errichteten die Könige der III. Dynastie von Ur über dem alten Friedhof und früheren Architekturresten einen neuen Tempelbezirk. Dieser war für den Mondgott Nanna und seine Gemahlin Ningal bestimmt und bestand aus mehreren Bauwerken: Einer Ziqqurrat (Tempelturm), einer als Giparu (Giparku) bezeichneten Residenz der hohen Priesterinnen des Mondgottes, einem Schatzhaus und einem Königspalast. In der Peripherie dieses Baukomplexes wurde außerdem ein Mausoleum für die verstorbenen Herrscher errichtet, unter dessen Räumen sich große Backsteingrüfte befanden. Die umliegenden Wohnviertel waren hingegen wenig planvoll geordnet, eine klare Straßentrassierung ist nicht erkennbar.

#### Die Ziqqurrat
Die Ziqqurrat von Ur ist die bisher älteste bekannte Art dieser Architektur, deren andere Beispiele aus Uruk, Eridu und Nippur bekannt sind. Sie wurde von Urnamma, dem ersten König der III. Dynastie von Ur, gegründet. Sie stand auf einer Fläche von 43 × 62,5 m. Der Turm war vermutlich dreistufig, wobei sich nur zwei Stufen erhalten haben, die unterste bis eine Höhe von 11 m. Er bestand aus einem Lehmziegelkern, der von einem leicht geböschten Backsteinmantel geschützt war. Bitumenmörtel diente als Bindemittel der Außenwände. Der Zugang erfolgte über eine dreiteilige Treppenanlage. Zwei Treppenläufe lehnten sich an die Frontmauer an und die 28 m lange Haupttreppe lief in der Mittelachse auf die Ziqqurrat zu. Alle drei Treppenteile führten auf ein 12 m hohes Podest. Von dort ist der weitere Verlauf nur hypothetisch. Auf jeden Fall führte die Treppe zur obersten Ziqqurratstufe, auf der das Heiligtum des Mondgottes zu ergänzen ist.
Auf der Nordecke der Ziqqurrat lag eine mehrräumige Anlage, die offensichtlich als Küche benutzt wurde. Dafür sprechen verschiedene Installationen und Kleinfunde, einige Öfen, ein Ziegelbehälter, zahlreiche Tierknochen und Fischgräten.
Die Ziqqurrat stand inmitten eines Hofes, in dessen Umschließung sich zahlreiche Räume befanden, die als Wirtschafts- und Amtsräume zu deuten sind. Es ist nicht ausgeschlossen, dass dort auch kleine Kapellen eingerichtet waren. Der Zugang zu diesem Hof erfolgte von Nordosten über einen Vorderhof.
Laut Gründungsinschriften von Urnamma hieß der Tempelturm è-temen-ní-gùr.
Siehe auch den gesonderten Artikel über den Tempelturm in Ur.

#### Giparu
An der Südostseite des Ziqqurratbezirkes stand das Giparu-Gebäude. Es bestand aus der Residenz der En-Priesterinnen, Hohepriesterinnen des Mondgottes Nanna, und dem Tempel der Göttin Ningal, der Gemahlin des Mondgottes. Das Bauwerk existierte vermutlich bereits im Frühdynastikum, wobei die erste bekannte Anlage zur Zeit der III. Dynastie von Ur gebaut wurde. Dreizehn im Inneren gefundene Türangelsteine weisen Urnamma als den Gründer aus. Sein Bauwerk wurde bei der Eroberung der Stadt durch Truppen Elams um 2000 v. Chr. bis auf die Grundmauern zerstört.
Der Bau hatte die Maße ca. 79 × 76 m. Den Residenzteil konnte man von der Nordwestseite her betreten, den Tempel von der Südostseite durch ein von Türmen flankiertes Tor. Das Fundament war 1,35 m hoch, die aufgehenden Wände sind fast ausnahmslos durch das in der Isin-Larsa-Zeit wiedererrichtete Gebäude bekannt.
Der nördliche Bereich setzte sich aus zwei großen Höfen und umliegenden Raumgruppen zusammen. Vom westlichen Hof aus gelangte man in die zeremoniell genutzten Räumlichkeiten, am östlichen lagen Verwaltungs- und Wohnräume. Unter den Räumen B9-B16 befanden sich Backsteingrüfte der En-Priesterinnen.
Ein quer durch das ganze Gebäude führender Korridor trennte den Residenzbereich vom Ningal-Tempel. Dieser bestand aus einem zentralen Hof, an dem sich an südwestlicher Seite zwei breit angelegte Kulträume, Vorcella und Cella, anschlossen. Diese zentral erschlossene Raumgruppe bildet das erste Beispiel des sogenannten „babylonischen Breitraumtempels“, der sich als typischer Plan südmesopotamischer Sakralarchitektur bis zum Niedergang des spätbabylonischen Reiches im 1. Jahrtausend v. Chr. durchsetzte.
Die im Hof und in den Räumen vorhandenen Installationen und Kleinfunde stammen zum größten Teil aus der Isin-Larsa-Zeit.

#### Mausoleum der III. Dynastie von Ur
Das Mausoleum der III. Dynastie von Ur ist ein Komplex aus drei Hofhäusern, die sich durch gestempelte Ziegel in die Regierungszeit der Könige Šulgi und Amar-Suena datieren lassen. Die erhaltenen Reste bestehen vollständig aus gebrannten Ziegeln, als Bindemittel diente Bitumenmörtel. Die Außenmauern waren sehr dick und ähnlich wie Sakralbauten mit Nischenpfeilergliederung versehen, wobei die Grundrisse eine große Ähnlichkeit mit der kontemporären Wohnarchitektur aufweisen (Hürdenhaus-Typus). In den Räumlichkeiten befanden sich diverse Kulteinrichtungen, Altäre, Pfeiler, Terrakottawannen und Wasserrinnen. Die letzteren Installationen stellen einen Hinweis auf Libationen, die im Rahmen der rituellen Totenpflege vergossen wurden, dar. Unter dem Mausoleum befanden sich vier monumentale Grabanlagen mit unechten Backsteingewölben. Sie waren durch Schächte und Treppen zugänglich. Vom ursprünglichen Inhalt ist kaum etwas erhalten, da die Königsgräber bei der Eroberung der Stadt am Ende der Ur-III-Zeit ausgeraubt wurden.

#### Das Schatzhaus Ganunmaḫ
Das Ganunmaḫ-Gebäude befand sich außerhalb der südöstlichen Ecke des Ziqqurratbezirkes und wird gemeinhin als Schatzhaus des Tempelkomplexes von Ur interpretiert. Es besitzt eine annähernd quadratische Grundfläche von circa 57 × 58 m. Die ältesten Baureste stammen aus der Regierungszeit des Königs Amarsuen, das Gebäude wurde jedoch bis in die spätbabylonische Zeit immer wieder renoviert.
Es umfasst einen 18 × 23 m großen Kernbau, der aus fünf langgestreckten Räumen besteht und einem umschließenden Gebäudeteil mit etlichen Magazinräumen.
Obwohl es sich um ein Lagerhaus handelt, ist das Gebäude trotzdem als Kultbau zu betrachten. Darauf deutet die Pfeiler-Nischen-Gliederung hin, die kennzeichnend für die mesopotamische Sakralarchitektur ist.
In den Räumen des Gebäudes kamen zahlreiche Objekte aus verschiedenen Perioden, wie Tontafeln, Rollsiegel und Fragmente von Weihgaben ans Licht, darunter besonders viele Steingefäße.

#### Eḫursag-Palast
Das als Eḫursag bezeichnete Gebäude, das möglicherweise eine königliche Residenz im südöstlichen Teil des Temenosbezirks darstellte, nimmt eine Fläche von 59 × 59 m ein. Der Gründer scheint der König Šulgi gewesen zu sein, dessen gestempelte Ziegel im Pflaster und in den Gründungskapseln gefunden wurden. Weitere Ziegel mit Stempeln seines Vorgängers Urnamma waren in den Wänden wiederverwendet worden.
Die Raumaufteilung wird von einem großen Hof im nördlichen Gebäudeteil und zwei westlich daran angeschlossenen Hallen, dem Empfangssaal und dem Festsaal, dominiert, was die für Paläste dieser und nachfolgender Zeit übliche Aufteilung des repräsentativen Bereiches darstellt. Der südliche Gebäudeteil war wohl als Wohn- bzw. Wirtschaftsbereich bestimmt. Das zum Teil nur im Fundament erhaltene Gebäude, dessen Eingang sich vermutlich an der Nordecke befand, weist an seinen Außenwänden eine Pfeiler-Nischen-Gliederung auf.

### Isin-Larsa und altbabylonische Zeit

#### Ziqqurrat
Der Bau ist in altbabylonischer Zeit weitgehend gleich geblieben. Es gab Restaurations- und Ausbesserungsarbeiten und die Kapelle auf der ersten Ziqqurratstufe wurde vergrößert.
Eine größere Veränderung jedoch stellt die Abtragung des Nanna-Tempels an der Nordwestseite der Ziqqurrat dar. König Warad-Sîn von Larsa erbaute an dieser Stelle ein befestigtes Tor, die sogenannte Bastion Warad-Sîns. Die Außenfront der Bastion war schmuckvoll mit Halbsäulen sowie einer Pfeiler-Nischen-Gliederung gestaltet. Der massive, aus Lehmziegeln errichtete Bau umfasste lediglich einige kleine und schmale Räume, die zu Treppen aufs Dach oder zum Eingang durch das Mitteltor führten. Das alte Tor an der Ostecke des Ziqqurrathofes hingegen wurde in eine Kapelle umgewandelt.

#### Giparu
Nach der Zerstörung durch die elamische Armee wurde das Giparu von den Herrschern der Isin-Dynastie wiedererrichtet, wobei die Grundkonzeption Urnammas weitgehend erhalten geblieben ist. Es wurden nur wenige Veränderungen im Grundriss durchgeführt.
Aus dieser Zeit stammen zahlreiche Installationen, darunter viele Backsteinsockel, die möglicherweise als Basen für Statuen oder Stelen dienten. Beispiele befinden sich in den Räumen A.5 und A.16. Im letzteren kamen Reste eines Altars aus gebrannten Ziegeln und Bitumen zum Vorschein. Mehrere ähnliche Installationen, Altäre, Bänke und Ziegelbehälter wurden im Hof des Tempels (C.7) freigelegt. Zu den besonderen, beschrifteten Funden gehörte dort eine Diorit-Stele des Königs Hammurapi von Babylon und Fragmente einer Kalksteinstele, die möglicherweise dem König Rīm-Sîn von Larsa zugeordnet werden kann.
Im Kultraum (C.21-22) führte eine fünfstufige Treppe zu einem in einer tiefen Nische (C.27) befindlichen Podest, auf dem ursprünglich das Kultbild stand. In der Cella fand man außerdem Reste einer Ziegelbank sowie eine fragmentarisch erhaltene, mit einer Weihinschrift versehene Statuette der Hohepriesterin Enannatuma, der Tochter des Königs Išme-Dagan von Isin, die von Woolley fälschlicherweise für ein Bildnis der Göttin Ningal gehalten wurde. Eine andere Statuette, die vermutlich auch eine Ningal-Priesterin zeigt, stammt aus der Vorcella (C.20) und wurde von Woolley ursprünglich als die Göttin Bau bezeichnet.
Im Raum B.7 befanden sich drei Steinstelen mit Inschriften des Königs Amarsuena der III. Dynastie von Ur, die allerdings an dieser Stelle erst in der Isin-Larsa-Zeit installiert wurden. Eine davon, aus Kalkstein, stand aufrecht, die zwei anderen, aus Gipsstein, lagen mit den beschrifteten Seiten nach unten.
Des Weiteren wies das Giparu Installationen auf, die auf Versorgungsaktivitäten schließen lassen. In den Räumen C.32-34, die als Küche benutzt wurden, fand man unter anderem zwei Feuerstellen, die Reste eines Brotofens, sowie mehrere zerbrochene Töpfe.
Außerdem kamen im Giparu viele Kleinfunde ans Licht. Darunter fanden sich zahlreiche Keramikscherben, viele davon polychrom bemalt, sowie Fragmente von beschrifteten und unbeschrifteten Steingefäßen aus Alabaster und Diorit. In einigen Räumen wurden Keilschrifttafeln gefunden.

### Kassitenzeit

#### Ningal-Tempel
Die wichtigste Neuerung in der unmittelbaren Ziqqurratumgebung war die Neugründung des Ningal-Tempels, die in dieser Zeit aus dem Giparu-Gebäude ausgegliedert und in den Ziqqurrathof verlagert wurde. Diese Neugründung ist dem König Kurigalzu I. zuzuschreiben, dessen gestempelte Ziegel darin verbaut waren.
Der Erhaltungszustand des Tempels ist unterschiedlich. Während sich im Ostteil nur wenige Überreste erhalten haben, standen die Wände im Westteil noch bis zu einer Höhe von einem Meter.
Der Tempel ist ein freistehendes Gebäude, bestehend aus einem Vor- und Innenhof. Am Innenhof, den Woolley mit einer kuppelförmigen Überdachung rekonstruiert, befanden sich zwei breiträumige Kulträume. In diesen Räumen wie auch im Innenhof waren Nischen und Postamente für die Kultausübung vorhanden. Im Vorhof befand sich ein gemauerter Brunnen.
Zum Inneren des Tempels führten zwei Zugänge. Den einen davon rekonstruiert man in den östlichen Vorhof führend, das andere Tor sicherte die Verbindung zum südöstlich gelegenen Giparu. Von diesem letzteren Tor aus konnte man die Prozessionsstraße (von Woolley „Via Sacra“ genannt) erreichen.

#### Giparu
In der Kassiten-Zeit, vermutlich durch Kurigalzu I., wurde das Giparu-Gebäude vollständig umgebaut. Die wichtigste Veränderung war die Verlegung des Ningal-Tempels, der zur Isin-Larsa-Zeit einen Bestandteil des Giparu bildete, hin zum Ziqqurrathof. Die größte Ähnlichkeit hat der neue Bau mit dem alten im nordwestlichen Teil, wo die Zusammensetzung der Raumgruppen um den Hof 16 (ursprünglich A.7) beibehalten wurde. Dieser Teil wurde vermutlich weiter als offizielle Residenz der En-Priesterinnen genutzt. Im zentralen Bereich befand sich ein Wohntrakt und weiter südlich, dort wo ursprünglich der Tempel angesiedelt war, entstanden Wirtschaftsräume. Aus dieser Zeit gibt es keine Grabanlagen unter dem Baukomplex. Der Haupteingang zum Giparu lag wie früher an der Nordwestseite direkt gegenüber dem neu geschaffenen Tor zum Ziqqurrathof.

#### Edublamaḫ
Das nordöstlich vom Giparu liegende Edublamaḫ diente in der Ur-III-Zeit als südöstliches Tor zum Ziqqurrathof. Bereits in der Isin-Larsa-Zeit wurde das Bauwerk in ein Heiligtum umgewandelt. Unter Kurigalzu I. fand ein weiterer Umbau statt, in dem das alte Gebäude abgerissen und mit Veränderungen aus Backsteinen neu errichtet wurde.
Das Gebäude stand auf einer Terrasse, an die sich von der südöstlichen Seite auf Laufniveau ein Podium anschloss, das vermutlich als eine Art Opferstätte fungierte. Neben dem Podium führte eine Treppe auf die Tempelterrasse. Die Fronten der Terrasse und des Tempels waren mit zweistufigen Nischen dekoriert. Der Tempelbau bestand aus zwei Räumen: einer breiten Vorcella, die neben dem Haupteingang noch zwei Seitentüren besaß, und einem etwas kleineren Kultraum mit einer flachen Kultnische in der Rückwand.
Woolley vermutete, dass das Gebäude als Gerichtsstätte genutzt wurde, und übersetzte den Namen des Tempels, den er E-dub-lal-maḫ las, „The great store-house of tablets“. Nach seiner Auffassung sollte es sich um ein Gerichtsarchiv handeln. Inzwischen wird der Name als „House of massive Pilasters“ verstanden, was sich womöglich auf die Nischen-Pfeiler-Gliederung der Fassade bezieht.
Der Hof vor dem Tempel, in den drei Zugänge führten, war mit einem Ziegelpflaster ausgelegt. In ihm fanden sich zwei Altäre und ein Brunnen. Die umliegenden Räume wurden wohl für Verwaltungs- und Wirtschaftszwecke genutzt.

## Dynastien von Ur
| Name                                                              | Regierungszeit (Kurze Chronologie) | Regierungszeit (Mittlere Chronologie) | Kommentar                                                |
| ----------------------------------------------------------------- | ---------------------------------- | ------------------------------------- | -------------------------------------------------------- |
| 1. Dynastie                                                       |                                    |                                       |                                                          |
| Mes-kalam-dug                                                     | um 2436 v. Chr.                    | um 2500 v. Chr.                       | Archäologische Stufe Ed IIIb; nicht gesicherte Datierung |
| A-kalam-dug                                                       |                                    |                                       |                                                          |
| Mes-ane-pada                                                      | um 2384 v. Chr.                    | um 2450 v. Chr.                       | Lugalanda-Stufe                                          |
| A'-anepada                                                        |                                    |                                       |                                                          |
| Mes-ki-age-nuna                                                   |                                    |                                       |                                                          |
| Elulu                                                             |                                    |                                       |                                                          |
| Ba-lu-lu                                                          |                                    |                                       |                                                          |
| 2. Dynastie                                                       |                                    |                                       |                                                          |
| Kaku                                                              |                                    |                                       |                                                          |
| E-lili                                                            |                                    |                                       |                                                          |
| 3. Dynastie / Eigenbezeichnung Brüder des Bilgamesch (Gilgamesch) |                                    |                                       |                                                          |
| Ur-Nammu                                                          | 2048–2031 v. Chr.                  | 2112–2095 v. Chr.                     |                                                          |
| Šulgi                                                             | 2030–1983 v. Chr.                  | 2094–2047 v. Chr.                     |                                                          |
| Amar-Suena                                                        | 1982–1974 v. Chr.                  | 2046–2038 v. Chr.                     | auch unter Amar-Sin bekannt                              |
| Šu-Sin                                                            | 1973–1965 v. Chr.                  | 2037–2029 v. Chr.                     |                                                          |
| Ibbi-Sin                                                          | 1964–1940 v. Chr.                  | 2028–2004 v. Chr.                     |                                                          |
| Folgedynastie: 1. Dynastie von Isin                               |                                    |                                       |                                                          |